# Bathymicrops regis
Bathymicrops regis is een straalvinnige vissensoort uit de familie van netoogvissen (Ipnopidae). De wetenschappelijke naam van de soort is voor het eerst geldig gepubliceerd in 1912 door Hjort & Koefoed.

## Naamgeving
De naam bathymicrops is afgeleid van het Grieks , βαθις (Bathys) betekent diep, μικρος ( mikros) betekent grote en  οπς (ops) betekent verschijning.

## Kenmerken
De grootste bathymicrops regis ooit gemeten is 11,4cm. Hij heeft 6-8 donkere strepen op zijn lichaam